# Station Solna
Solna is een station van het stadsgewestelijk spoorwegnet van Stockholm in de gemeente Solna op 1,5 kilometer ten noorden van Stockholm C. aan de oostkustlijn. 

## Geschiedenis
Het station werd geopend in 1911 onder de naam Hagalund ter vervanging van een eerder station met die naam in verband met een hertracering van de spoorlijn. In 1955 werd het station omgedoopt in Solna. In verband met de bouw van Friends Arena en de zakenwijk Arenastaden, werd de noordelijke stationsingang ongeveer honderd meter naar het noorden verplaatst zodat de loopafstand tot de arena tot ongeveer 600 meter te verkleinen. Sinds augustus 2014 heeft de Tvärbanan uit Alvik en het zuiden van Stockholm hier het zuidelijke eindpunt.

## Ligging en inrichting
Het station ligt direct voor de noordelijke tunnelmond van de 500 m lange Hagalundtunnel. Het station heeft een eilandperron dat vanuit de stationshallen aan de noord en zuideinden van het perron. 
De zuidelijke ligt bij de Råsundavägen op korte afstand van de bushaltes en 150 meter van het noordelijke eindpunt van de Tvärbanan. De noordelijke ligt aan de Målbron, de voetgangersbrug tussen Frösunda en Arenastaden. Deze toegang werd op 9 oktober 2013 geopend voor de interland tussen Zweden en Oostenrijk de volgende dag. Hij verving een eerder gesloten ingang om de loopafstand naar de Friends Arena te verkleinen. Het station ligt op ongeveer 500 meter loopafstand van het metrostation Solna centrum. 

## Reizigersverkeer
In 2015 waren er iets meer dan 10.500 instappers op weekdagen in de forensentreinen op dit station. Daarnaast heeft de tramhalte ongeveer 4.800 en de bushalte ongeveer 4.600 instappers per weekdag.
Op 2 maart 2020 begon MTRX met langeafstandstreinen van Solna via Stockholm naar Göteborg, met  slechts een paar vertrekken per dag.

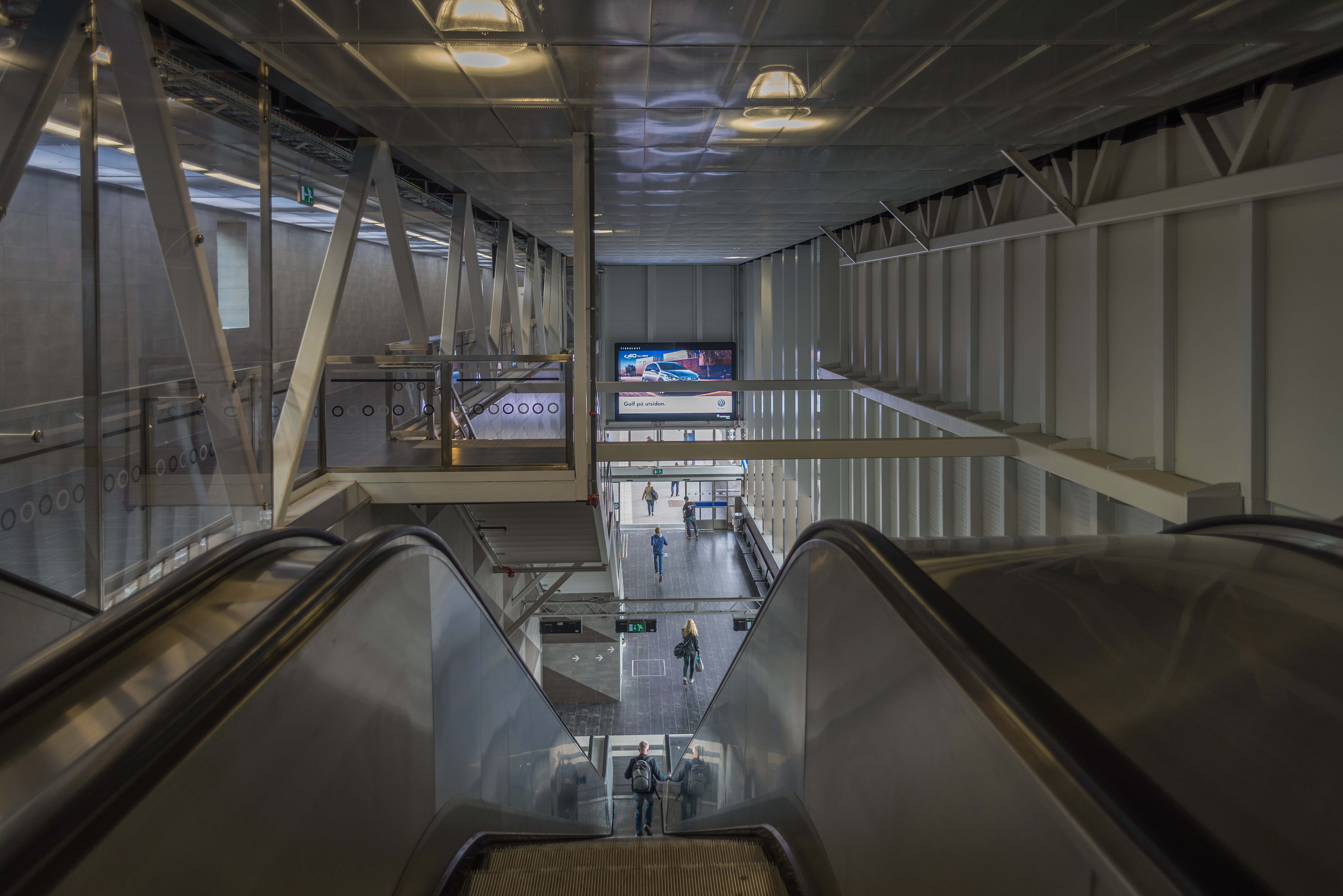
De noordelijke toegang.
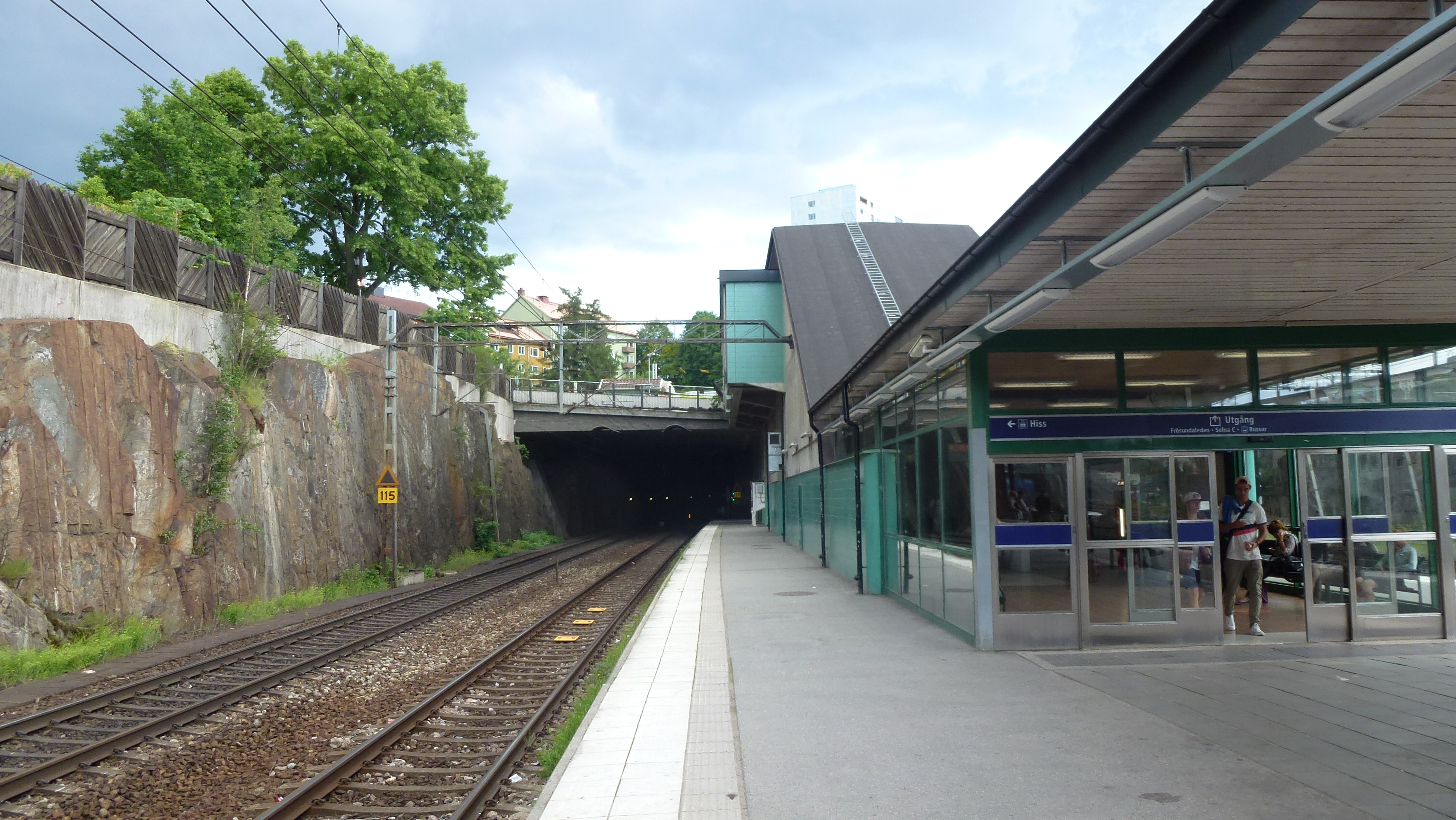
De zuidelijke toegang voor de tunnelmond.
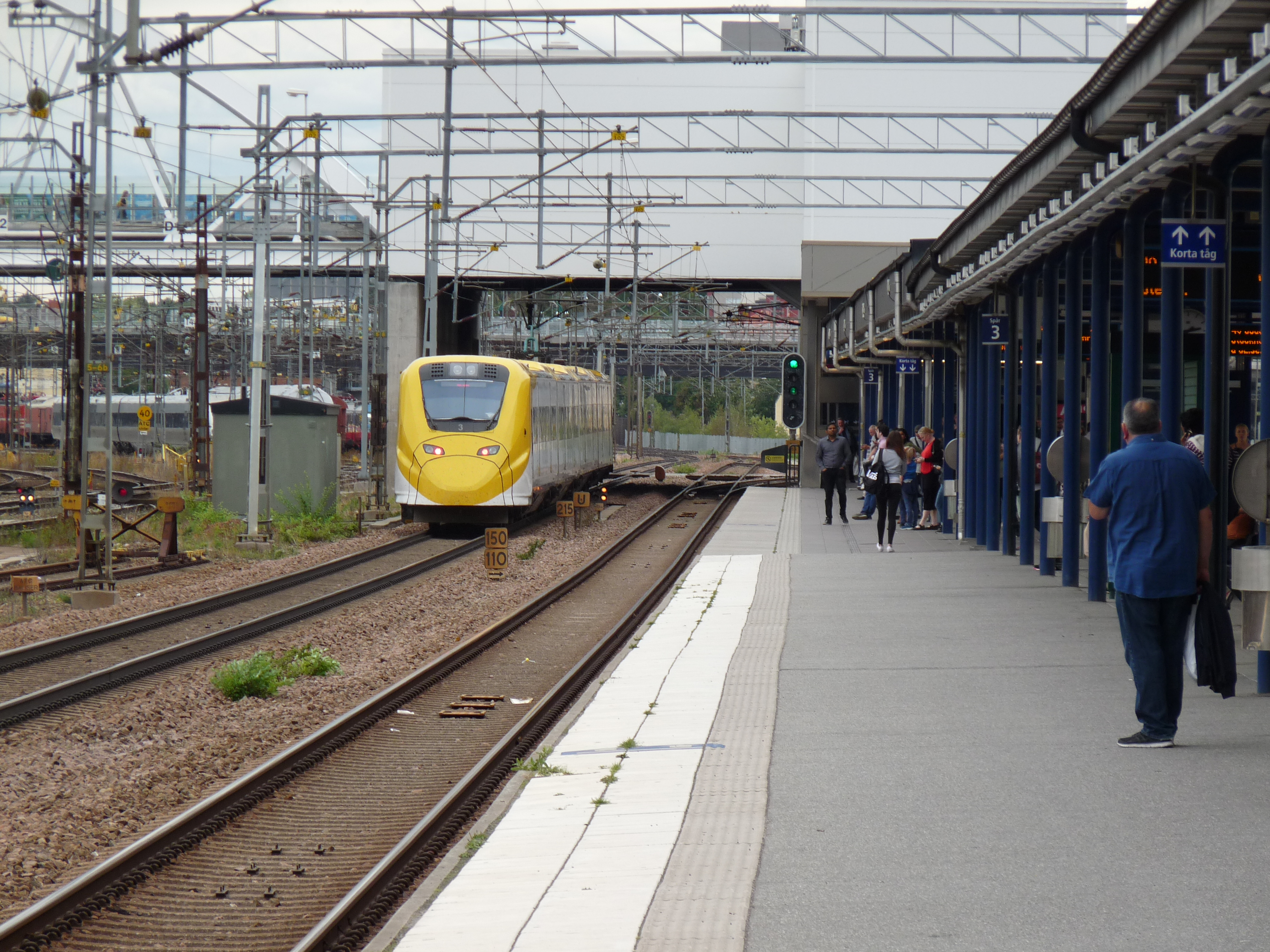
De Arlanda Express onder de Målbron op weg naar het vliegveld.